# Doryanthes palmeri
Doryanthes palmeri, australska endemska sukulentna biljna vrsta iz porodice Doryanthaceae rasprostranjena po državama Novi Južni Wales i Queensland. Nalik je drugoj vrsti D. excelsa, ali su njeni listovi dugi čak do 3 metra i široki 20 cm. Visina stabljike s cvjetnom glavicom na vrhu je oko 5 metara. Cvjetna glavica se sastoji od oko 350 cvjetova i duga je do 120 cm. Crveni su ili crvenkasto-smeđe boje, dugi 6-12 cm. Plod je jajastog oblika dug 7 do 9 cm, a sadrži sjemenke dužine od 15-22 mm. Cvate od kasne zime do proljeća.
Lokalni naziv za nju Giant Spear Lily.
- Cvjetna glavica
- Cvjetovi
- Listovi